# Schwedische Meisterschaften im Skispringen 2014

Logo des Schwedischen Skiverbands

Die schwedischen Meisterschaften im Skispringen 2014 fanden am 8. und 9. Februar 2014 in Falun statt. Die Wettbewerbe wurden auf der Normalschanze der Lugnet-Schanzen (HS100) ausgetragen.

## Ergebnisse

### Einzel Herren
| Platz | Sportler          | Weite 1 | Weite 2 | Punkte |
| ----- | ----------------- | ------- | ------- | ------ |
| 1     | Carl Nordin       | 93,0 m  | 92,5 m  | 224,1  |
| 2     | Josef Larsson     | 93,0 m  | 88,5 m  | 209,9  |
| 3     | Jonas Sandell     | 90,5 m  | 86,5 m  | 204,5  |
| 4     | Johan Eriksson    | 86,0 m  | 86,0 m  | 196,7  |
| 5     | Simon Eklund      | 85,0 m  | 86,0 m  | 188,7  |
| 6     | Alexander Mitz    | 83,5 m  | 87,0 m  | 176,6  |
| 7     | Andreas Arén      | 82,0 m  | 80,0 m  | 168,8  |
| 8     | Benjamin Larsson  | 80,0 m  | 79,0 m  | 162,1  |
| 9     | Martin Gundersson | 75,0 m  | 80,5 m  | 145,1  |
| 10    | Sebastian Devall  | 71,5 m  | 76,0 m  | 135,7  |

### Team Herren
| Platz | Team                                                            | Punkte |
| ----- | --------------------------------------------------------------- | ------ |
| 1     | Holmens IF IJohan Erikson Simon Eklund Alexander Mitz           | 562,0  |
| 2     | Sollefteå GIF IJosef Larsson Benjamin Larsson Martin Gundersson | 517,1  |
| 3     | IF Friska ViljorCarl Nordin Jonas Sandell Jesper Daun           | 510,9  |